# Den tänkande brevbäraren
Den tänkande brevbäraren, även Brevbäraren vid TV-gatan och Brevbäraren vid Radiogränd var SR:s och Sveriges Radio-TV:s adventskalender 1963. Ingrid Edström skrev manus och regisserade.
Av seriens 24 avsnitt finns endast det sista från 24 december bevarat i Sveriges Televisions arkiv.
TV-versionen spelades in sommaren 1963 i studio i Göteborg.

## Handling

### Radio
Radioversionen utspelar sig i Radiogränd där Gunnel Linde varje morgon öppnade en lucka tillsammans med den lille grönögde tomten Lurituri, som bor inuti en radioapparat hemma hos Kvittertippan, hennes bror Måns och den snälla Dumbommen.

### TV
TV-versionen utspelar sig i TV-huset på TV-gatan och följer brevbäraren Kalle (spelad av Sören Alm) som delar ut brev i huset. Väl i huset åtföljs han av en skara barn som följer med in till de olika boende, affärer, verkstäder och kontorslokaler som finns i huset. Brevbäraren är god vän med alla som gärna berättar om diverse lärorika saker för barnen såsom om klockor och främmande kulturer.
Avsnitten har sinsemellan ingen sammanhängande handling.

## Papperskalendern
Årets papperskalender ritades av Ilon Wikland och föreställer ett helt hus med fyra sidor som kunde vecklas ut och bland annat användas som lampskärm. Därmed kunde man också se motiven bakom varje lucka. Radioversionens luckor fanns på två av sidorna medan TV-versionens luckor fanns på de andra två.

### Fotnoter
1. 1 2 3 4  Stenudd, Solveig (2004). Teskedsgumman, Pettson, Pelle Svanslös och alla de andra : julkalendern i radio och TV genom tiderna (Ny, utök. version). Sveriges television (SVT). sid. 20-21, 166. ISBN 91-975013-0-1. OCLC 186559284. https://www.worldcat.org/oclc/186559284. Läst 31 januari 2023
2. ↑  ”Svensk mediedatabas (SMDB)”. smdb.kb.se. https://smdb.kb.se/catalog/search?q=%22Den+t%C3%A4nkande+brevb%C3%A4raren%22&x=0&y=0. Läst 14 november 2022.
3. ↑  ”Karin Juel i barn-TV”. Dagens Nyheter. 21 augusti 1963. Läst 22 mars 2025.
4. 1 2 3  ”Påpälsade barn filmar TV-kalender”. Sölvesborgstidningen. 14 augusti 1963. Läst 22 mars 2025.
5. ↑  Jan Gradvall (1996). TV! Nedslag i Sveriges Televisions historia. Stockholm: Sveriges Radios förlag. ISBN 91-522-1780-9
6. ↑  Cabot, Caroline (2020). Julkalendern genom tiderna. sid. 23. ISBN 978-91-7795-389-0. OCLC 1237997582. https://www.worldcat.org/oclc/1237997582. Läst 31 januari 2023